# Autódromo de Pergusa

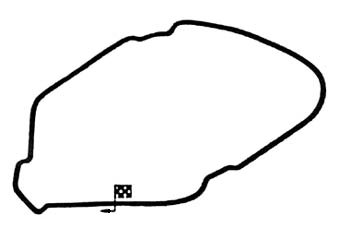
Mapa del Autódromo de Pergusa.

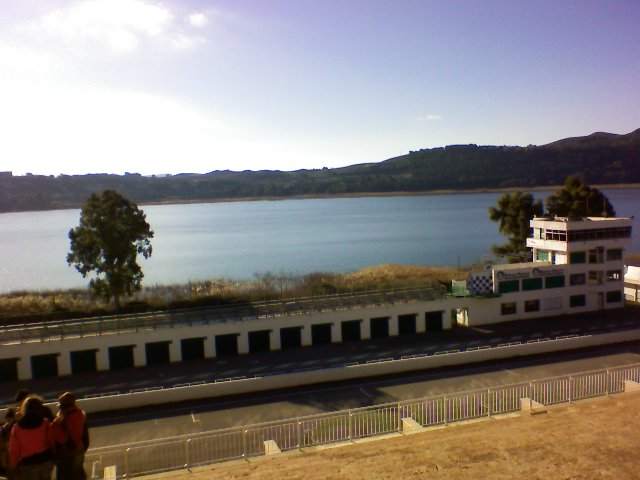

El Autódromo de Pergusa (en italiano: Autodromo di Pergusa) es un autódromo situado alrededor del lago Pergusa, cerca de la población de Pergusa, región de Sicilia, Italia. Fue construido en la década de 1950, y actualmente mide 4.950 metros de extensión.
Pergusa albergó el Gran Premio del Mediterráneo durante más de tres décadas, siempre en los meses de julio o agosto. La carrera fue fecha no puntuable del Campeonato Mundial de Fórmula 1 entre 1962 y 1965; perteneció a la Fórmula 2 desde 1967 hasta 1984, y formó parte de la Fórmula 3000 entre 1985 y 1998. La Fórmula 3000 Europea e Italiana disputaron fechas en Pergusa desde 1999 hasta 2003.
El Campeonato Mundial de Superbikes visitó el circuito siciliano en 1989. También fue sede de carreras del Campeonato Mundial de Resistencia en la década de 1960 con el nombre "Copa Ciudad de Enna" (Coppa Citta di Enna) y en la década de 1970 como "Copa Florio" (Coppa Florio). El Campeonato FIA GT corrió en Pergusa en 2002 y 2003 y los campeonatos de FIA GT2 y FIA GT3 finalizaran la temporada 2010 en Enna. A partir del año 2004, el autódromo redujo sus actividades a categorías locales de automovilismo.